# Édouard Meunier
Ne doit pas être confondu avec Charles Meunier (cycliste).
Pour les articles homonymes, voir Meunier.
Édouard Meunier (né en 1894, date de décès inconnue) était un coureur cycliste français.

## Biographie
Aux Jeux olympiques d'été de 1924, Il est sélectionné pour la poursuite par équipes, mais remplaçant, il n'y participe pas; Il participe à l'épreuve du 50 km.
En 1928, il court Bordeaux-Paris, participe au Tour de France et court Bruxelles-Paris[réf. souhaitée].